# Auguste Léger
Pour les articles homonymes, voir Léger.
Auguste Théophile Léger (1852-1923) est un agriculteur, un marchand de bois et un homme politique canadien du Nouveau-Brunswick.

## Biographie
Auguste Théophile Léger est né le 4 janvier 1852 à Cocagne, au Nouveau-Brunswick. Il devient agriculteur ainsi que marchand de bois mais s'intéresse aussi à la politique. Il se présente aux élections provinciales de 1891 et est élu à l'Assemblée législative du Nouveau-Brunswick, mais est battu l'année suivante.
Il se présente ensuite aux élections fédérales, est battu une première fois en 1911 mais remporte le siège de député libéral de la circonscription de Kent le 17 décembre 1917 et est réélu aux élections suivantes en 1921.
Auguste Léger est mort en fonction le 28 octobre 1923.